# Banco Nacional de Croacia
El Banco Nacional de Croacia (en croata: Hrvatska narodna banka, HNB) es el banco central de la República de Croacia, está supeditado al Banco Central Europeo (BCE). Se encuentra en la ciudad de Zagreb.

## Organización
El Banco Nacional fue creado en 1990 por la Constitución de Croacia y, en 1993, se convirtió en un organismo autónomo del estilo de la mayoría de los países occidentales. Se rige por la Ley de Bancos de 2002, que fortaleció sus capacidades de supervisión e inspección, y rinde a su vez cuentas ante el Parlamento de Croacia. Es presidido por el gobernador del banco, cargo que ocupa Boris Vujčić.

## Competencias
Hasta la adopción del euro en 2023, el Banco Nacional de Croacia era responsable de la política monetaria, siendo sus principales objetivos controlar la inflación y apoyar la política económica del Gobierno. Emitía la antigua moneda nacional, la kuna. Tras la adopción de la moneda única, la política monetaria pasó a depender del Banco Central Europeo (BCE).
Custodia las reservas monetarias del país. 